# Going Berserk

Going Berserk est un film américain réalisé par David Steinberg, sorti en 1983.

## Synopsis
John Bourgignon, un chauffeur de limousine, est fiancé à Nancy, la fille d'Ed Reese, un membre du Congrès. Alors qu'ils préparent leur mariage, John se retrouve sous l'emprise d'un gourou qui veut le manipuler pour tuer Ed Reese lors de la cérémonie, tandis qu'un réalisateur de bas étage, ancien associé de John, s'affaire à convaincre Reese de filmer le mariage.

## Fiche technique
- Titre original : Going Berserk
- Réalisation : David Steinberg
- Scénario : Dana Olsen et David Steinberg
- Production : Claude Héroux
- Musique : Tom Scott
- Photographie : Bobby Byrne (en)
- Montage : Donn Cambern
- Date de sortie : 30 septembre 1983

## Distribution
- John Candy : John Bourgignon
- Joe Flaherty : Chick Leff, le collègue de John
- Eugene Levy : Salvatore di Pasquale, le réalisateur
- Alley Mills : Nancy Reese, la fiancée de John
- Pat Hingle : Ed Reese, le père de Nancy, membre du Congrès
- Ann Bronston : Patti Reese
- Eve Brent : Mme Reese
- Elizabeth Kerr : Grand-mère Reese
- Richard Libertini : Révérend Sun Yi Day, le gourou
- Dixie Carter : Angela, l'assistante de Sun Yi
- Paul Dooley : Dr Ted, le psychiatre
- Ronald E. House : Bruno, un associé de Sun Yi
- Kurtwood Smith : Clarence, un associé de Sun Yi
- Ernie Hudson : Mohammed Jerome Willy, le fugitif menotté à John
- Gloria Gifford : Francine, la compagne de Mohammed
- Frantz Turner : Wallace Jefferson, l'ami de Mohammed
- Elinor Donahue : Margaret Anderson dans la série Papa a raison
- Tino Insana : Le chef des motards
- Rosalind Chao : La fille du film « Kung Fu U »